# شهرستان تسنوفو
شهرستان تسنوفو (به بلغاری: Tsenovo Municipality) یک شهرستان در بلغارستان است که در استان روسه واقع شده‌است. شهرستان تسنوفو ۲۴۹٫۷ کیلومتر مربع مساحت و ۶٬۲۲۰ نفر جمعیت دارد.